# Dodecalana yagerae
Dodecalana yagerae är en kräftdjursart som beskrevs av Carpenter 1994. Dodecalana yagerae ingår i släktet Dodecalana och familjen Cirolanidae. Inga underarter finns listade i Catalogue of Life.